# 19인치 랙

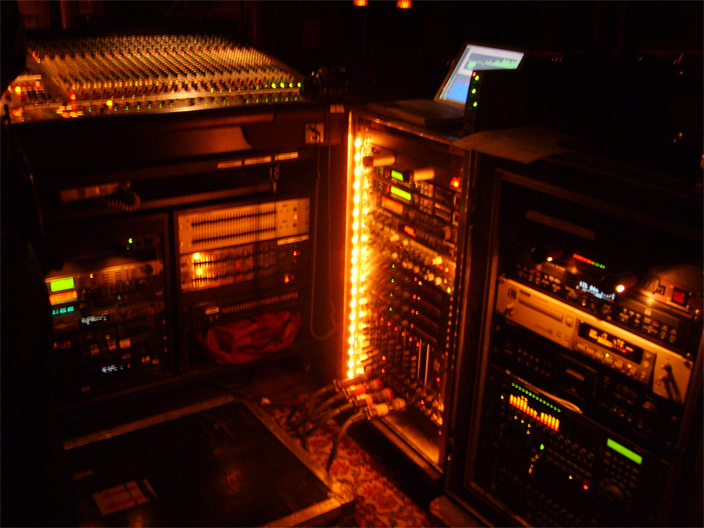
전문가 오디오 장비에서 사용되는 다양한 19인치 랙

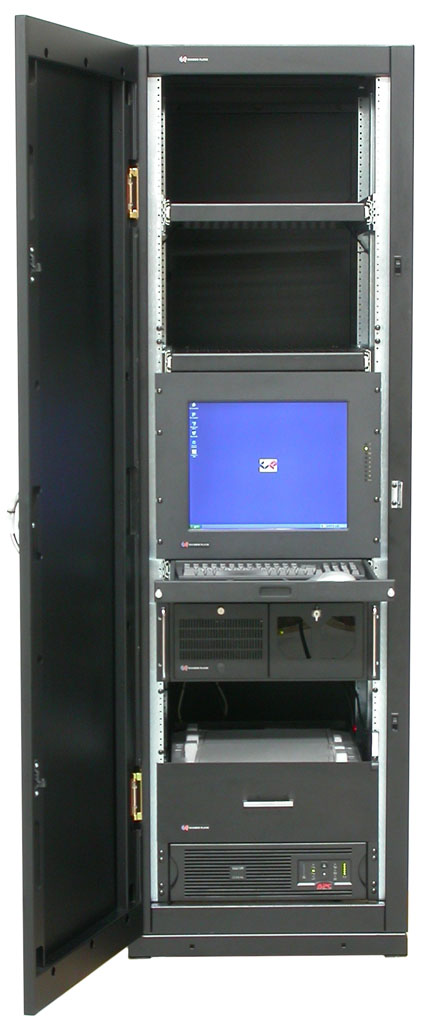
19인치 랙

19인치 랙은 다양한 장비 모듈들을 장착하기 위한 표준 프레임이다. 랙에 장착되는 각 모듈의 넓이는 나사로 프레임에 고정하기 위한 모서리를 포함해 19 인치 (482.6 mm)다. 

## 개요 및 역사
랙에 장착되는 장비들은 랙 마운트, 랙 마운트 장비, 랙 마운트 시스템, 랙 마운트 새시 등이라 부른다. 각 모듈의 표준 높이는 1.75 인치 (44.45 mm)(1 랙유닛/1U)의 배수로 정해진다. 랙 캐비넷의 산업 표준 높이는 42U다.
릴레이 랙이란 단어는 전화 통신업계에서 처음 사용되었다. 1911년에는 철도 신호 시스템에서도 사용되었다. 이 시기의 장비들이 표준화된 크기의 랙을 사용했는지는 불분명하다. 19인치 랙, 1.75인치 랙유닛, 1.25인치와 0.5인치 간격의 UTS 10-24 스크류 구멍으로 구성된 표준은 1934년에 만들어졌다. 이 표준은 스크류 구멍 크기와 1.25인치 구멍 가운데에 추가적인 구멍이 생긴것을 제외하고는 현재 랙 표준과 호환 가능하다.
급격한 기술의 발전과 사용 분야의 확장에도 불구하고 19인치 랙 포맷은 꾸준히 유지되었다. 현재 19인치 랙 포맷은 원거리 통신, 컴퓨팅, 오디오, 비디오, 엔터테인먼트 등의 분야에서 사용된다. 오래된 ILEC/CLEC 시설에서는 웨스턴 일렉트릭의 23인치 랙이 사용되기도 한다.

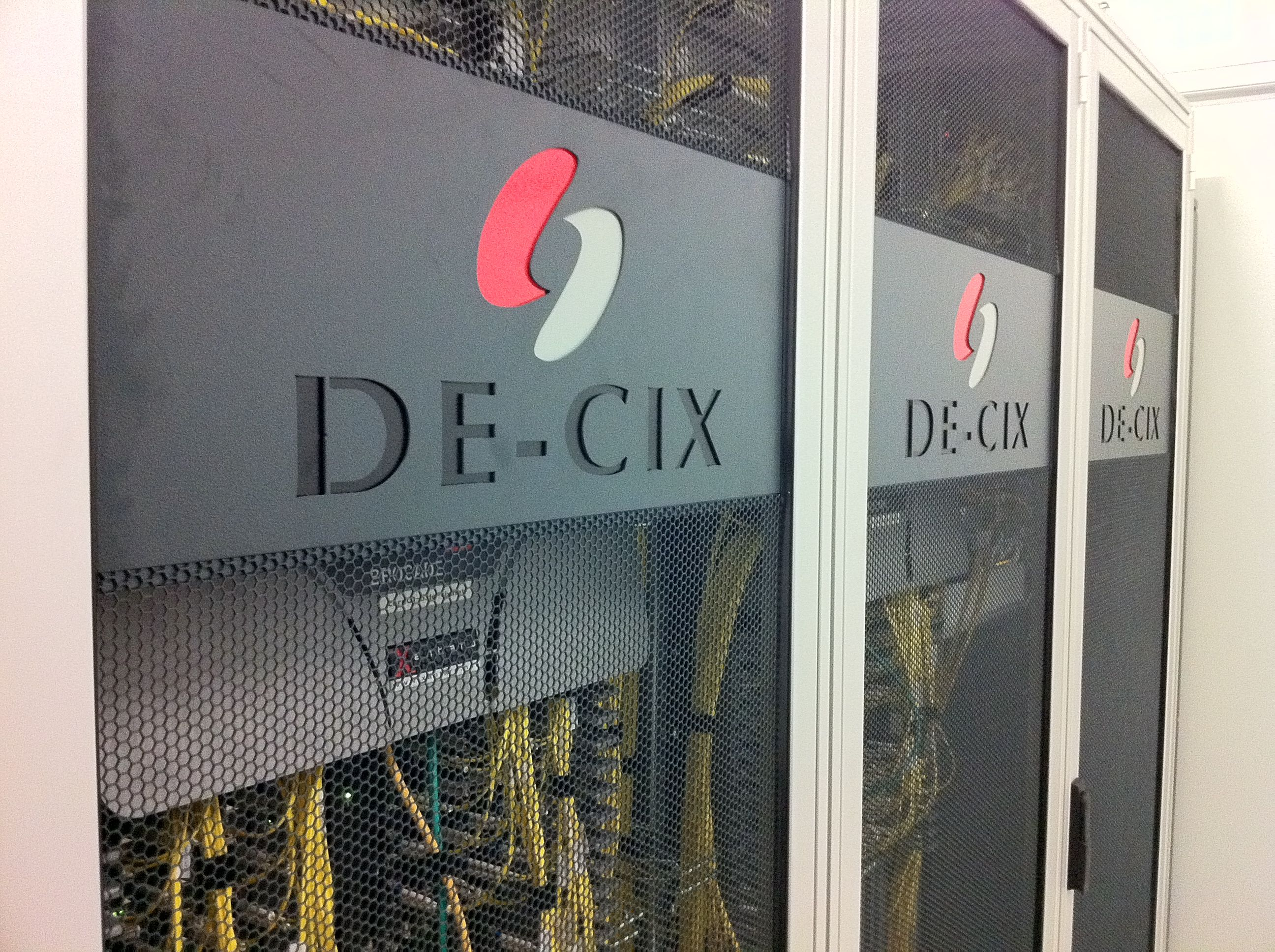
독일 프랑크푸르트에 있는 DE-CIX 네트워크 스위치에서 사용되는 19인치 랙

현대 데이터 센터, ISP 시설 및 기업 서버 룸에서는 공간 효율성을 위해 대부분의 장비들이 2개의 지지대 혹은 4개의 지지대를 가진 19인치 랙에 장착한다.
19인치 랙은 또한 앰프, 이펙터등과 같은 전문 오디오/비디오 장비들을 장착하는데도 사용된다. 다음으로 랙이 많이 사용되는 곳은 전력, 제어 및 자동화 장비 분야다.
보통 랙에 장착되는 장비의 높이는 표기된 랙유닛보다 1⁄32 인치 (0.031 인치 or 0.787 밀리미터) 낮게 만들어져서 장비 장착 및 탈착시 인접 장비에 걸리지 않게 해준다. 따라서 1U 랙마운트 컴퓨터의 높이는 1.75 인치 (44.4 mm)가 아닌 1.719 인치 (43.7 mm)다.

## 같이 보기
- 데이터 센터
- 랙 유닛